# Pegomya terminalis
Pegomya terminalis este o specie de muște din genul Pegomya, familia Anthomyiidae. A fost descrisă pentru prima dată de Camillo Rondani în anul 1866. Conform Catalogue of Life specia Pegomya terminalis nu are subspecii cunoscute.